# Ugo Mursia Editore
Ugo Mursia Editore S.r.l., conosciuta semplicemente come Mursia, è una casa editrice italiana fondata a Milano il 10 febbraio 1955 da Giancarla Re e dal marito Ugo Mursia, da cui prende il nome.

## Storia
Fondata nel 1955 a Milano da Ugo Mursia e dalla moglie Giancarla Re, anche grazie all'assorbimento di Corticelli, si dedica alla letteratura italiana e internazionale. Grazie alla passione personale di Ugo Mursia, crea un catalogo di 400 titoli sul mare, divenendo per alcuni decenni l'editore più conosciuto in Italia nello specifico settore. Oggi l'interesse e l'orientamento della casa editrice verso questo settore risulta essere stato ridimensionato.
Anche dopo la prematura scomparsa del fondatore, ha mantenuto negli anni il carattere di casa editrice indipendente sia nell'azionariato sia nella distribuzione, essendo stata dotata di un'autonoma rete di promozione e di vendita ai clienti. Dal 1990 è presidente la figlia del fondatore, Fiorenza Mursia, classe 1952 e lo è rimasta fino a che la società è stata ammessa al concordato preventivo.
Originariamente presente sul mercato sia della varia che della scolastica, quest'ultimo settore, con il relativo marchio Mursia Scuola, è stato poi venduto ad un grande gruppo editoriale, mantenendo la produzione di una collana specificatamente rivolta agli studenti dei centri di formazione professionale (c.f.p.).
Per reagire alle sfide del mercato dell'editoria, negli ultimi anni (2012) la struttura societaria si era trasformata da società per azioni a società a responsabilità limitata ed era stata rimodulata la rete di promozione e distribuzione in alcune regioni d'Italia. 
L'azienda era inoltre tornata ad occupare gli storici locali di Via Tadino 29 dopo aver avuto sede nel periodo 2001-2014 all'interno del Palacom di Via Melchiorre Gioia 45, in un palazzo con una propria libreria a piano terra.
Per l'aggravarsi della crisi, nel maggio 2019 ha chiesto di usufruire della procedura del concordato preventivo a cui è stata ammessa «con riserva di presentazione di un accordo di ristrutturazione del debito».
Dalla fine del 2020 Mursia ha lanciato una nuova collana di romanzi gialli e thriller intitolata Giungla Gialla , diretta dallo scrittore milanese Fabrizio Carcano.

## Collane principali
- Testimonianze fra cronaca e storia
- Biblioteca del mare
- Corticelli
- Beccogiallo
- Biblioteca dei giochi
- GUM
- Romanzi Mursia
- Classici italiani
- Giungla gialla
- Grandi scrittori di ogni paese
  - Serie americana; contiene opere di Herman Melville e Edgar Allan Poe
  - Serie francese; contiene opere di Honoré de Balzac, Gustave Flaubert, Anatole France, Victor Hugo e Stendhal
  - Serie iberica; contiene opere di Miguel de Cervantes
  - Serie inglese; contiene opere di Joseph Conrad, Charles Dickens, Rudyard Kipling, Robert Louis Stevenson e H. G. Wells
  - Serie italiana; contiene opere di Ludovico Ariosto, Giovanni Boccaccio, Massimo d'Azeglio, Emilio De Marchi, Ugo Foscolo, Giacomo Leopardi, Alessandro Manzoni e Ippolito Nievo
  - Serie nordica; contiene opere di Henrik Ibsen e August Strindberg
  - Serie russa; contiene opere di Anton Čechov, Fëdor Dostoevskij, Nikolaj Gogol', Ivan Gončarov, Nikolaj Leskov, Aleksandr Puškin, Lev Tolstoj e Ivan Turgenev
- Koiné
- Opera completa di Luigi Pareyson[8]
- Annuario filosofico[9]
- Made in Italy

## Autori principali
- Davide Barilli
- Giulio Bedeschi
- Donatello Bellomo
- Filippo B.
- Piero Caleffi
- Fabrizio Carcano
- Giovanni Cecini
- Giorgio Celli
- Eugenio Corti
- Wilma De Angelis
- Renato Di Lorenzo
- Marco Ferrari
- Ewn Garabandal
- Augusto Bianchi Rizzi
- Pier Francesco Grasselli
- Guido Lopez
- Lucio Lami
- Massimo Lomonaco
- Amos Luzzatto
- Mino Milani
- Massimiliano Nuzzolo
- Vincenzo Pappalettera
- Luigi Pareyson
- Mauro Parrini
- Maurizio Piccirilli
- Paolo Roversi
- Giorgio Rumici
- Federico Tavola
- Andrea Villani
- Alessandro Vizzino
- H. G. Wells
- Giacomo Properzj
- Fabrizio Carloni
- Claudio Mauri
- Egisto Corradi
- Toni Capuozzo
- Bernard Moitessier
- Éric Tabarly
- Joseph Conrad
- Guido Oldani
- Franco Servello
- Renato Barilli
- Emilio Barbarani